# Дикость (серия фильмов)
«Дикость» (англ. Wild Things, дословно — «Дикие штучки») — серия американских фильмов в жанре эротического триллера с элементами детектива, выпущенных кинокомпанией Columbia Pictures в период с 1998 по 2010 год.

## Описание
Сюжетно фильмы никак не связаны друг с другом, а лишь объединены структурно и общей атмосферой — группа людей решается на аферу, замешанную на сексе и убийстве (во многих странах фильмы вышли под названием Sex Crimes, которое также было рабочим названием), но в итоге выясняется, что каждый из её участников является предателем и преследует свои корыстные цели. В финальных титрах каждой картины показаны сцены-флэшбэки, раскрывающие основные сюжетные линии. Действие фильмов происходит в штате Флорида, в вымышленном городе Блю-Бэй (англ. Blue Bay), что переводится, как Голубая бухта.
Каждый из фильмов содержит множество лесбийских сцен, а также сильный бисексуальный подтекст.

## Фильмы
Первый фильм «Дикость», снятый режиссёром Джоном Макнотоном, вышел в 1998 году. Главные роли исполнили Мэтт Диллон, Кевин Бейкон, Нив Кэмпбелл и Дениз Ричардс. В небольшой роли в фильме также появился Билл Мюррей.
Картина провалилась в прокате, но благодаря успеху на видеокассетах и DVD было принято решение снять продолжение сразу на видео.
Вторая часть «Дикость 2» не являлась прямым продолжением и вышла на видео в 2004 году. Поставил фильм Джек Перес, а в главных ролях снялись молодые актрисы Лайла Арчиери, Сьюзан Уорд и Кэти Стюарт. Фильм повторял структуру оригинальной картины, а в финале были вновь показаны сцены, раскрывающие ключевые интриги.
В 2007 году вышел третий фильм в серии — «Дикость 3: Неогранённые алмазы» (режиссёр Джей Лови). Как и предыдущий фильм, картина вышла сразу на DVD, показав неплохие результаты продаж.
Четвёртый фильм «Дикость 4: Оргия», снятый режиссёром Энди Хёрстом, вышел в 2010 году и получил в основном негативные оценки критиков. В обзоре IGN фильм был назван худшим в серии, а на сайте Movie Metropolis — худшим Blu-ray-изданием 2010 года, в связи с чем дальнейшее производство франшизы было решено прекратить.